# Šemetkovce
Šemetkovce é um município da Eslováquia, situado no distrito de Svidník, na região de Prešov. Tem 7,08 km² de área e sua população em 2018 foi estimada em 85 habitantes.

## Demografia
| Ano:        | 1994 | 2004   | 2014 | 2024   |
| ----------- | ---- | ------ | ---- | ------ |
| Broj ljudi: | 106  | 100    | 87   | 90     |
| Razlika:    |      | -5,66% | -13% | +3,44% |

| Ano:               | 2023 | 2024   |
| ------------------ | ---- | ------ |
| Número de pessoas: | 85   | 90     |
| Diferença:         |      | +5,88% |